# فرناندو ریش
فرناندو ریش (به پرتغالی: Fernando Rech) مهاجم اهل برزیل است که در شهر کاشیاس دو سو و در تاریخ ۱۳ مارس ۱۹۷۴ به دنیا آمده‌است.
فرناندو ریش در تیم‌های فوتبال Juventude، Olaria، Guarani Venâcio Aires، Juventude، پالمیراس، Yokohama Flügels، باشگاه ورزشی اینترناسیونال، Juventude، Brisbane Strikers، Parramatta Power، Esportivo، باشگاه فوتبال آدلاید یونایتد سابقهٔ حضور دارد.